# Titulärbiskop

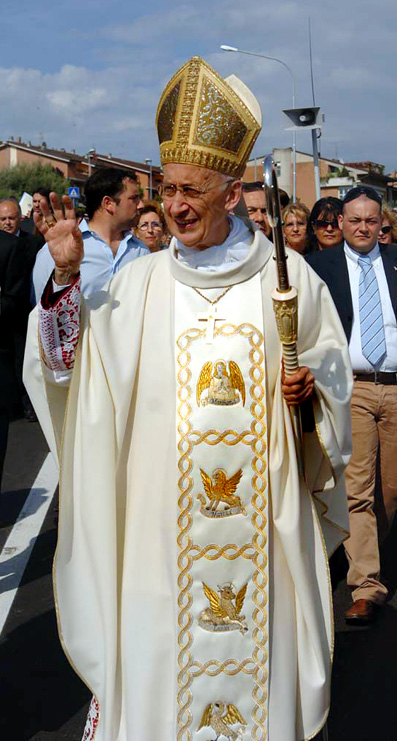
Kardinal Camillo Ruini är titulärärkebiskop av Nepte i Tunisien.

Titulärbiskop, på latin episcopus titularis är en biskop, som är biskopsvigd men inte råder över eget stift. Termen vigbiskop förekommer också om dessa biskopar,  efter tyskans "Weihbischöfe".
Eftersom man i Katolska kyrkan inte kan viga mer än en biskop för ett stift samt att biskopsvigningen kräver att det finns ett stift att viga biskopen till är titulärbiskopens titel knuten till ett titulärstift, vilket är tidigare stift som inte längre existerar. Stiftet kan exempelvis ligga i Nordafrika, där islam bredde ut sig efter profeten Muhammeds död 632 och ett antal kristna kyrkoprovinser försvann. Eftersom stiften på den tiden var små, ofta bara en stad med omgivningar, är mängden möjliga titularstift mycket stor. Före 1881 benämndes titularbiskoparna ofta episcopi in partes infidelium på latin, vilket betyder "biskopar i områden som är i de otrognas händer". Titularbiskopar utses uteslutande av påven.
På synoden i Konstantinopel 692 bestämdes att en biskop som fördrivits från sitt stift skulle förbli biskopar, och man vigde efterträdare efter efterträdare trots att ingen av dem kunde verka i sitt stift, så länge som man hade hopp om att återfå området. Fenomenet att utse titulärbiskopar för att assistera en annan biskop är känt från sent 1200-tal. Den förste som, såvitt känt, använt själva ordet i skrift var påven Leo X (1475–1521). När titulärbiskopar småningeom blev vanligare motiverades bruket dels med att titulärbiskoparna var ett sätt att rädda minnet av dessa en gång så viktiga stift från glömskan, dels att tillgodose påvens behov att arbetskraft i exempelvis kurian utan att behöva förlita sig på biskopar som hörde till ett stift. Även alla påvliga diplomater, nuntier, är biskopar eller ärkebiskopar av något titularstift. Slutligen var titulärbiskoparna också ett sätt att hantera situationer då en biskop av något skäl inte klarade att sköta sitt uppdrag, antingen på grund av sjukdom (ett skäl som blivit mindre förekommande sedan det blev vanligt att katolska kyrkans biskopar småningom går i pension) eller för att stiftet var för stort. Titulärbiskopen förväntas, åtminstone i teorin, vara beredd att ta sitt titulärstift i besittning om där skulle komma att faktiskt behövas en biskop.
Utnämningen av en titulärbiskop kan även användas som disciplinåtgärd mot en biskop som Vatikanen av något skäl är missnöjd med, och önskar avlägsna från det stift där han tjänstgör. Ett exempel är Jacques Gaillot, biskop av Évreux i Frankrike, som 1995 överfördes till titulärstiftet Partenia i Algeriet eftersom han hade ansetts vara för liberal och oortodox beträffande Katolska kyrkans syn på bland annat abort och preventivmedel.

## Titulärbiskopar i Sverige

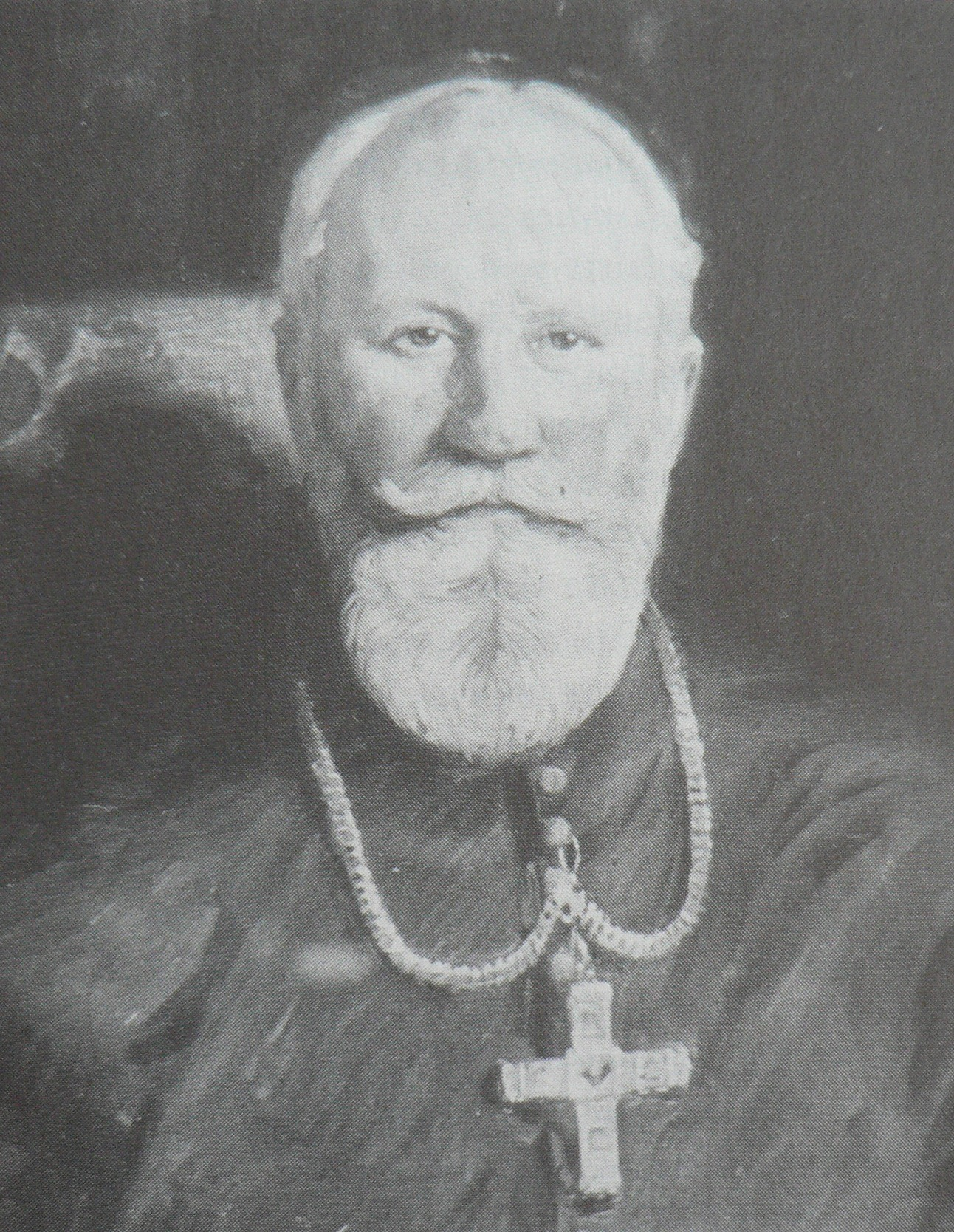
Albert Bitter, biskop av Doliche och apostolisk vikarie i Stockholm 1886–1923.

Förste titulärbiskopen i Sverige var Olaus Magnus som verkade och dog i Rom. Medan Katolska kyrkan i Sverige var ett apostoliskt vikariat, det vill säga tiden efter Gustav III:s toleransedikt och innan Stockholms katolska stift inrättades 1953, fanns i Stockholm en biskop som var apostolisk vikarie i Stockholm samt titulärbiskop. Jacob Laurentius Studach (1796–1873) hade titeln biskop av Ortesia. Albert Bitter (1848–1926) var biskop av Doliche. Sveriges första katolska biskop efter reformationen, Johannes Erik Müller (1877–1965), var först apostolisk vikarie och titulärärkebiskop av Caesarea Cappadociae, det vill säga nuvarande Kayseri i Turkiet. Av hjälpbiskopar i Stockholm var Ansgar Nelson (1906–1990) titulärbiskop av Bilta i närheten av Kartago, och Hubertus Brandenburgs hjälpbiskop William Kenney (f. 1946) var formellt biskop av Midica i nuvarande Tunisien.